# 85-я стрелковая дивизия (2-го формирования)
85-я стрелко́вая Ленингра́дско-Па́вловская Краснознамённая диви́зия - тактическое соединение РККА, принимавшее участие в Великой Отечественной войне.

## Боевой путь в Великой Отечественной войне
Сформирована 23 сентября 1941 года путём переименования 2-й Ленинградской стрелковой дивизии народного ополчения.
В действующей армии с 23 сентября 1941 по 9 мая 1945 года.
На момент переименования держала оборону юго-восточнее Ораниенбаума, на рубеже станции Петергоф, заняла рубеж обороны в районе Новое Натколово — Егерская. Штаб дивизии находился в деревне Лисицино. 30 октября 1941 года в Ораниенбауме погружена на суда и переброшена в Ленинград. 3 ноября 1941 года из Ленинграда направлена под Колпино (Красный Кирпичник). С 10 по 15 ноября 1941 года бригада приняла участие в наступлении войск 55-й армии. Атакует совместно с частями 43-й стрелковой дивизии при поддержке 124-й танковой бригады в районе Усть-Тосно — железнодорожный мост. Перед группой стояла задача форсировать реку Тосна и с выходом на восточный берег захватить западную окраину Ивановского, развивая наступление в направлении Мги. Дивизия сумела выйти на западный берег реки, но захватить мосты на ней не удалось. Затем держала оборону в районе Спиртостроя по реке Тосна.

23 ноября 1941 года, разведгруппа 59-го стрелкового полка 85-й стрелковой дивизии, в ходе поиска обнаруживает немецкий ДЗОТ. Разведчики врываются туда, а немцы? несмотря на неожиданность? не дрогнули. Можно только представить что творилось в тесноте и темноте блиндажа. В аду рукопашной схватки советская разведгруппа была практически уничтожена. Согласно донесению, 8 из 11 разведчиков погибли именно в рукопашной.— Как ходила в рукопашную немецкая пехота.
6 февраля 1942 года была отведена в резерв, затем заняв оборону в районе Мясокомбината во втором эшелоне. Находилась на данном оборонительном рубеже до января 1943 года. В июле-августе 1942 года участвует в частной Старо-Пановской операции. Затем перешла в наступление 20 июля 1942 года с целью освобождения Урицка. Однако в полной мере результата операции достигнуть не удалось. Захватив и оставив Урицк, дивизия закрепилась на промежуточном рубеже, отвоевав у противника часть территории. С 24 августа по 7 сентября 1942 года, в ходе Синявинской операции прорывает фронт со стороны Ленинграда, ведёт бои под Усть-Тосно и несёт большие потери. В сентябре 1942 года выведена на отдых, расквартировавшись в Невском районе и заняв пустующие дома по улице Седова. С 22 октября 1942 года, в Автово, заняла оборону от Финского залива на западе до Лиговского канала, сменив части 109-й стрелковой дивизии. В начале января 1943 года частью сил (батарея артиллерийского полка и некоторые другие подразделения) участвовала в прорыве блокады Ленинграда; сама дивизия, сменив в июне 1943 года 13-ю стрелковую дивизию на Пулковских высотах вела бои в районе Пулково. В конце октября 1943 года после смены её 125-й стрелковой дивизией была направлена на отдых.
В период с 1941 по 1943 годы штаб дивизии находился в данных местностях:
- 1-2 ноября 1941 года — Александровка (у поста Фарфоровский)
- 2-13 ноября 1941 года — Красный Кирпичник
- 13 ноября — 24 декабря 1941 года — Спиртострой
- 24 декабря 1941 — 6 февраля 1942 года — Красный Кирпичник
- 6-7 февраля 1942 года — у Дворца Советов (Ленинград)
- 7 февраля — 24 мая 1942 года — Мясокомбинат (потом — в насыпи)
- 24 мая — 7 августа 1942 года — улица Сызранская (Ленинград)
- 7-10 августа 1942 года — улица Александровская
- 11-24 августа 1942 года — улица Новосергиевская
- 24 августа — 06 сентября 1942 года — Колпино, Красный Кирпичник
- 6-17 сентября 1942 года — улица Александровская
- 17 сентября — 22 октября 1942 года — улица Фарфоровская
- 22 октября 1942 года — 7 июня 1943 года — Автово.

С 15 января 1944 года в наступлении в направлении Пушкина в ходе Красносельско-Ропшинской операции, 17 января овладела Александровской, наступала в обход Пушкина с северо-востока и Павловска, отличилась при освобождении Павловска, продолжила наступление в направлении Сиверская — Вырица, участвовала в освобождении последней 30 января 1944 года. Затем двинулась в сторону Дружной Горки, где вела тяжёлые бои. Затем части дивизии продолжали преследование противника в направлении Дивенской. С 4 по 14 февраля была на марше до рубежа Митина Гора, Красная Гора, где вновь вела бои в течение февраля.
В первой половине 1944 года вела бои на оборонительном рубеже «Пантера». К моменту выхода к рубежу в марте 1944 года, безуспешно атаковала рубеж севернее Пскова. В конце марта совершила марш в район Стремутка между Псковом и Островом. С 10 апреля 1944 года вела бои на рубеже Летово, Порошинка, Подворовье и Лапинки. До 15 июля 1944 года, когда сдали позиции 86-й стрелковой дивизии и 291-й стрелковой дивизии, совершила марш в район Борисоглебска и начала наступление. Вела бои 6 августа 1944 года за опорный пункт Лаура. К 9 августа вышла на рубеж Юшково, Маркино, Девяткино, Придунайск. 10 августа сдала занимаемый рубеж 52 гвардейской дивизии, с 11 по 13 августа совершила марш по маршруту: Мяэтся, Чижово, Пюхаярв, Мярится, заняв исходное положение на рубеже Ладза Коба. С 14 сентября 1944 года наступает и форсирует реку Вяйке-Эмайыги, принимая участие одним полком в освобождении Валги, основными силами обойдя город с севера, вступив на территорию Латвии.
С 19 по 21 сентября 1944 года дивизия совершила марш по маршруту Патси, Ромелеоя, Курдис, пройдя через боевые порядки 377-й стрелковой дивизии на рубеже реки Аутцупитс, вела наступательные бои, преследуя противника в направлении Рейкас, Калниетс, Лимбажи, Ургас Гали. 29 сентября, выйдя на рубеж Норколки, Телас, встретила сильное сопротивление противника на рубеже «Сигулда» северо-западнее Риги и до 5 октября 1944 года вела на указанном рубеже оборону, отражая контратаки противника. В этот же день и по 11 октября 1944 года части дивизии совершили марш по маршруту Видрижи, Врасла, Симеши, ст. Ремени, Байдас. 12 октября 1944 года дивизия сменила части 30-й стрелковой дивизии и 85-й гвардейской стрелковой дивизии продолжила преследование противника вдоль Рижского шоссе в направлении Эйжене, Саласпилс, ст. Рамбула, частью сил участвовала в освобождении Рига
С 14 октября 1944 по 13 февраля 1945 года части дивизии, сосредоточившись в районе Крауш, Ракино, Егори, Вецмилгравис, занимались боевой подготовкой и одновременно несли охрану государственных предприятий города Риги.
С 14 по 18 февраля 1945 года дивизия совершила марш по маршруту Боложи, Елгава, Зужи, Сюривели, Блунцитас, Братас, Тылмани. 19 февраля 1945 года, войдя в непосредственное соприкосновение с противником на рубеже Каркуалей, Пастори, Мыза Спиргус, дивизия встретила сильное сопротивление противника и отражала по 5-6 контратак в сутки. Вела бои до 27 февраля 1945 года, и впоследствии была сменена частями 360-й стрелковой дивизии, сосредоточилась в район Чучузер, откуда совершили марш по маршруту Дреймагит, Эма, Ваначи. 5 марта 1945 года вышла в район Муринжи в исходное положение для наступления. 6 марта 1945 года дивизия во взаимодействии с частями 51-й гвардейской и 201-й стрелковой дивизий начинает наступление, оказавшееся безуспешным.
10 марта 1945 года дивизия совершила марш в район Баложи, Крейли и с 22 марта, наступая в стыке между 43-й стрелковой дивизией и 46-й стрелковой дивизией овладела Слуги, Мейри, где встретив сильные контратаки противника, перешла к обороне и до 30 апреля 1945 года и держала оборону на достигнутом рубеже.
В этот же день, дивизия, сдав занимаемый рубеж 43-й стрелковой дивизии и 56-й стрелковой дивизии, приняли новый рубеж обороны Менгравиль, Яцы, сменив части 11-й стрелковой дивизии.
К исходу дня 7 мая 1945 года немецкие части начали отход в северо-западном направлении. Части дивизии преследовали отходящего противника в направлении Лубенки, Румбиниска, Цери и к 17.00 8 мая 1945 года вышли на рубеж Мыза Гайти, Юрди, Кауси, где с 18.00 принимала капитуляцию частей противника.

## Послевоенная история
Летом и осенью 1945 года дивизия была выведена из Курляндии в состав Восточно-Сибирского военного округа. Там, 8 мая 1946 года, сокращена в 24-ю отдельную стрелковую бригаду.
Однако 20 октября 1953 года эта бригада была восстановлена в 85-ю стрелковую дивизию. С 25 июня 1957 года — 85-я мотострелковая дивизия.
Личный состав сводной группы 85-й мотострелковой дивизии под руководством генерал-майора Б. В. Егорова принимал участие в Первой чеченской войне с 30 декабря 1994 по 27 апреля 1995 года. 3-й мотострелковый батальон (на БМП-3) и артиллерийский дивизион 228-го мотострелкового полка 85-й мотострелковой дивизии стал ядром сводной группы, которую прикрепили к 74-й отдельной мотострелковой бригаде. Общая численность группы составляла 82 офицера, 43 прапорщика, 373 солдата и сержанта.
28 декабря 1994 года войска покинули свой военный городок № 17, а 30 декабря уже разгрузились в Моздоке. 1 января 3-й мсб вошёл в г. Грозный. После безуспешного боя 1 января 1995, 3-й мсб вошёл в состав группировки «Север» Льва Рохлина. 3 января колонна 3-го мсб попала в засаду на улице Ломоносова.
Всего погибло 49 офицеров и солдат, более 200 в/с ранены. Потеряно 2 КШМ, 8 120-мм миномётов, 7 грузовиков, 2 полевые кухни и 1 бензовоз, из 33 БМП-3 вернулось 7 единиц.
В 2009 году в ходе реформы Вооружённых сил РФ 85-я мотострелковая дивизия переформирована в 32-ю отдельную мотострелковую бригаду с сохранением наград, почётных наименований, исторического формуляра и боевой славы соединения.

## Подчинение
| Дата                 | Фронт (округ)                                                 | Армия             | Корпус                  | Примечания |
| -------------------- | ------------------------------------------------------------- | ----------------- | ----------------------- | ---------- |
| 1 октября 1941 года  | Ленинградский фронт                                           | 8-я армия         | -                       | -          |
| 1 ноября 1941 года   | Ленинградский фронт                                           | -                 | -                       | -          |
| 1 декабря 1941 года  | Ленинградский фронт                                           | 55-я армия        | -                       | -          |
| 1 января 1942 года   | Ленинградский фронт                                           | 55-я армия        | -                       | -          |
| 1 февраля 1942 года  | Ленинградский фронт                                           | 55-я армия        | -                       | -          |
| 1 марта 1942 года    | Ленинградский фронт                                           | 42-я армия        | -                       | -          |
| 1 апреля 1942 года   | Ленинградский фронт                                           | 42-я армия        | -                       | -          |
| 1 мая 1942 года      | Ленинградский фронт (Группа войск Ленинградского направления) | 42-я армия        | -                       | -          |
| 1 июня 1942 года     | Ленинградский фронт (Ленинградская группа войск)              | 54-я армия        | -                       | -          |
| 1 июля 1942 года     | Ленинградский фронт                                           | 42-я армия        | -                       | -          |
| 1 августа 1942 года  | Ленинградский фронт                                           | 42-я армия        | -                       | -          |
| 1 сентября 1942 года | Ленинградский фронт                                           | 55-я армия        | -                       | -          |
| 1 октября 1942 года  | Ленинградский фронт                                           | 42-я армия        | -                       | -          |
| 1 ноября 1942 года   | Ленинградский фронт                                           | 42-я армия        | -                       | -          |
| 1 декабря 1942 года  | Ленинградский фронт                                           | 42-я армия        | -                       | -          |
| 1 января 1943 года   | Ленинградский фронт                                           | 42-я армия        | -                       | -          |
| 1 февраля 1943 года  | Ленинградский фронт                                           | 42-я армия        | -                       | -          |
| 1 марта 1943 года    | Ленинградский фронт                                           | 42-я армия        | -                       | -          |
| 1 апреля 1943 года   | Ленинградский фронт                                           | 42-я армия        | -                       | -          |
| 1 мая 1943 года      | Ленинградский фронт                                           | 42-я армия        | -                       | -          |
| 1 июня 1943 года     | Ленинградский фронт                                           | 42-я армия        | -                       | -          |
| 1 июля 1943 года     | Ленинградский фронт                                           | 42-я армия        | -                       | -          |
| 1 августа 1943 года  | Ленинградский фронт                                           | 42-я армия        | -                       | -          |
| 1 сентября 1943 года | Ленинградский фронт                                           | 42-я армия        | -                       | -          |
| 1 октября 1943 года  | Ленинградский фронт                                           | 42-я армия        | -                       | -          |
| 1 ноября 1943 года   | Ленинградский фронт                                           | 42-я армия        | -                       | -          |
| 1 декабря 1943 года  | Ленинградский фронт                                           | 42-я армия        | 110-й стрелковый корпус | -          |
| 1 января 1944 года   | Ленинградский фронт                                           | 42-я армия        | 110-й стрелковый корпус | -          |
| 1 февраля 1944 года  | Ленинградский фронт                                           | 67-я армия        | 110-й стрелковый корпус | -          |
| 1 Марта 1944 года    | Ленинградский фронт                                           | 42-я армия        | 118-й стрелковый корпус | -          |
| 1 апреля 1944 года   | Ленинградский фронт                                           | 67-я армия        | 116-й стрелковый корпус | -          |
| 1 мая 1944 года      | 3-й Прибалтийский фронт                                       | 67-я армия        | 116-й стрелковый корпус | -          |
| 1 июня 1944 года     | 3-й Прибалтийский фронт                                       | 67-я армия        | 116-й стрелковый корпус | -          |
| 1 июля 1944 года     | 3-й Прибалтийский фронт                                       | 67-я армия        | 116-й стрелковый корпус | -          |
| 1 августа 1944 года  | 3-й Прибалтийский фронт                                       | 1-я ударная армия | 118-й стрелковый корпус | -          |
| 1 сентября 1944 года | 3-й Прибалтийский фронт                                       | 67-я армия        | 111-й стрелковый корпус | -          |
| 1 октября 1944 года  | 3-й Прибалтийский фронт                                       | 67-я армия        | 122-й стрелковый корпус | -          |
| 1 ноября 1944 года   | Ленинградский фронт                                           | 67-я армия        | 122-й стрелковый корпус | -          |
| 1 декабря 1944 года  | Ленинградский фронт                                           | 67-я армия        | 122-й стрелковый корпус | -          |
| 1 января 1945 года   | Ленинградский фронт                                           | 67-я армия        | 122-й стрелковый корпус | -          |
| 1 февраля 1945 года  | Ленинградский фронт                                           | 67-я армия        | 122-й стрелковый корпус | -          |
| 1 марта 1945 года    | 2-й Прибалтийский фронт                                       | -                 | 122-й стрелковый корпус | -          |
| 1 апреля 1945 года   | Ленинградский фронт (Курляндская группа войск)                | 42-я армия        | 122-й стрелковый корпус | -          |
| 1 мая 1945 года      | Ленинградский фронт (Курляндская группа войск)                | 42-я армия        | 122-й стрелковый корпус | -          |

## Состав
- 59-й стрелковый Валгинский полк
- 103-й стрелковый полк
- 141-й стрелковый полк
- 167-й артиллерийский полк
- 137-й отдельный истребительно-противотанковый дивизион
- 385-й миномётный дивизион (с 31.12.1941 по 16.10.1942)
- 78-я разведывательная рота
- 130-й отдельный сапёрный батальон
- 177-й (74-й) отдельный батальон связи (199-я отдельная рота связи)
- 48-й медико-санитарный батальон
- 69-я отдельная рота химический защиты
- 112-я автотранспортная рота
- 342-я полевая хлебопекарня
- 234-й дивизионный ветеринарный лазарет
- 145-я полевая почтовая станция
- 620-я полевая касса Госбанка

В 1988—2000-е гг. в состав дивизии входили:
- управление (вг Новосибирск-17);
- 59-й мотострелковый Валгинский полк (вг Новосибирск-17);
- 141-й мотострелковый полк (с. Топчиха, с. Шилово) — полк расформирован в начале 1990-х гг.;
- 228-й мотострелковый Севастопольский ордена Александра Невского полк (вг Новосибирск-17);
- 386-й танковый полк (г. Юрга) — полк расформирован в начале 1990-х гг.;
- 167-й самоходный артиллерийский полк (с. Топчиха, с. Шилово)
- 1131-й зенитный артиллерийский полк (вг Новосибирск-17) — расформирован в 1989 г.;
- 215-й отдельный ракетный дивизион (с. Топчиха, с. Шилово);
- 575-й отдельный противотанковый дивизион (с. Топчиха, с. Шилово);
- 121-й отдельный разведывательный батальон (с. Топчиха, с. Шилово);
- 279-й отдельный инженерно-сапёрный батальон (с. Топчиха, с. Шилово);
- 69-й отдельный батальон химической защиты (с. Топчиха, с. Шилово);
- 328-й отдельный ремонтно-восстановительный батальон (с. Топчиха, с. Шилово);
- 581-й отдельный батальон связи (вг Новосибирск-17);
- 172-й отдельный медицинский батальон (вг Новосибирск-17);
- отдельный батальон материального обеспечения (вг Новосибирск-17);
- отдел военной контрразведки КГБ СССР (вг Новосибирск-17);

Вместо расформированных танкового и мотострелкового полков в начале 1990-х гг. в состав дивизии включены 74-й гв. танковый и 288-й гв. мотострелковый полки из состава 94-й гв. мотострелковой дивизии, передислоцированной из ГСВГ в СибВО.
32-я отдельная мотострелковая Ленинградско-Павловская Краснознамённая бригада, в/ч 22316 (п. Шилово, Новосибирская обл, в течение 2016 года передислокация в г. Екатеринбург, 32-й военный городок): 
- управление,
- 1-й мотострелковый батальон,
- 2-й мотострелковый батальон,
- 3-й мотострелковый батальон,
- стрелковая рота (снайперов),
- танковый батальон,
- 1-й гаубичный самоходно-артиллерийский дивизион,
- 2-й гаубичный самоходно-артиллерийский дивизион,
- реактивный артиллерийский дивизион,
- противотанковый артиллерийский дивизион,
- зенитный ракетный дивизион,
- зенитный ракетно-артиллерийский дивизион,
- разведывательный батальон,
- инженерно-саперный батальон,
- батальон управления (связи),
- рота БПЛА,
- рота РХБЗ,
- рота РЭБ,
- батарея управления и артиллерийской разведки (начальника артиллерии),
- взвод управления и радиолокационной разведки (начальника противовоздушной обороны),
- взвод управления (начальника разведывательного отделения),
- ремонтно-восстановительный батальон,
- батальон материального обеспечения,
- комендантская рота,
- медицинская рота,
- взвод инструкторов,
- взвод тренажеров,
- полигон,
- оркестр.

На вооружении: 40 ед. Т-72Б3, 1 ед. Т-72БК, 156 ед. БТР-80, 15 ед. МТ-ЛБ, 18 ед. БМ-21 «Град», 36 ед. 152-мм 2С3 «Акация», 18 ед. 120-мм миномётов 2С12 «Сани», 12 ед. 100-мм пушек МТ-12 «Рапира», 12 ед. СПТРК 9П149 «Штурм-С», 4 ед. БРДМ-2, 12 ед. БМ 9А33БМ2(3) «Оса», 6 ед. БМ 9А34(35) «Стрела-10», 6 ед. ЗСУ 2С6М «Тунгуска», 27 ед. ПЗРК 9К38 «Игла».

## Командование
- Командиры:
- Любовцев, Илья Михайлович (23.09.1941 — 29.01.1942), генерал-майор;
- Угрюмов, Николай Степанович (25.10.1941 — 12.1941, врид), полковник[5];
- Бадерко, Александр Григорьевич (30.01.1942 — 14.02.1942), подполковник;
- Лебединский, Иосиф Иванович (15.02.1942 — 23.07.1942), полковник;
- Введенский, Константин Владимирович (05.08.1942 — 19.05.1944), полковник;
- Ордановский, Александр Яковлевич (22.05.1944 — 21.07.1944), полковник;
- Марченко, Иван Никифорович (23.07.1944 — 18.08.1944), полковник;
- Голованов, Александр Иванович (19.08.1944 — 07.09.1944), полковник;
- Алексеенков, Андрей Андреевич (08.09.1944 — 26.11.1944), полковник;
- Лукьянов, Дмитрий Акимович (27.11.1944 — 28.02.1945), генерал-майор;
- Кожевников, Яков Иванович (03.03.1945 — 31.10.1945), полковник;

В послевоенное время
- Васильев, Николай Сергеевич (31.10.1945 — 00.09.1946), генерал-майор;
- Блинов, Филипп Акимович (00.09.1946 — 27.02.1950), генерал-майор;
- Лазарев, Венедикт Михайлович (27.02.1950 — 00.02.1955), полковник, с 3.08.1953 генерал-майор;
- Арабей, Павел Григорьевич (00.02.1955 — 22.04.1956), генерал-майор;
- Соколов, Михаил Константинович (22.05.1955 — 19.10.1957), полковник;
- Багян, Григорий Карапетович (19.10.1957 — 1959), полковник;
- Клименко, Филипп Васильевич (1959 — 25.05.1961), полковник, с 7.05.1960 генерал-майор;
- Давыдов, Тихон Владимирович (25.05.1961 — 25.11.1964), полковник, с 22.02.1963 генерал-майор;
- Казарновский, Юрий Игнатьевич (25.11.1964 — 20.06.1966), полковник, с 16.06.1965 генерал-майор;
- Рубинчик, Александр Ефимович (20.06.1966 — 04.07.1969), полковник, с 25.10.1967 генерал-майор;
- Левадный, Леонид Аркадьевич (04.07.1969 — 18.06.1974), полковник, с 29.04.1970 генерал-майор;
- Шацкий, Александр Владимирович (18.06.1974 — 1976), полковник.
- Комиссары, начальники политотдела:
- Смирнов, Иван Емельянович (июль 1941 — 31.08.1941)
- Начальники штаба:

## Награды и наименования
| Награда (наименование)             | Дата                | За что награждена |
| ---------------------------------- | ------------------- | --- |
| «Ленинградская»                    | -                   | не является почётным |
| Почетное наименование «Павловская» | 27 января 1944 года | Присвоено Приказами Верховного Главнокомандующего № 63 от 24 января 1944 года и № 011 от 27 января 1944 года за отличие в боях за освобождение Павловска.                                                            |
| Орден Красного Знамени             | 22 марта 1944 года  | Награждена указом Президиума Верховного Совета СССР от 22 марта 1944 года за образцовое выполнение боевых заданий командования на фронте борьбы с немецкими захватчиками и проявленные при этом доблесть и мужество. |

## Память
- Мемориальная доска на здании Института авиаприборостроения (улица Гастелло, 15), г. Санкт-Петербург
- Братская могила в деревне Дружная Горка Ленинградской области
- Музей в Ленинградском техникуме холодильной промышленности